# Панік
Панік (рум. Panic) — село у повіті Селаж в Румунії. Входить до складу комуни Хереклян.
Село розташоване на відстані 390 км на північний захід від Бухареста, 4 км на північний захід від Залеу, 66 км на північний захід від Клуж-Напоки.

## Населення
За даними перепису населення 2002 року у селі проживали 897 осіб.
Національний склад населення села:
| Національність | Кількість осіб | Відсоток |
| -------------- | -------------- | -------- |
| угорці         | 738            | 82,3%    |
| румуни         | 159            | 17,7%    |

Рідною мовою назвали:
| Мова      | Кількість осіб | Відсоток |
| --------- | -------------- | -------- |
| угорська  | 738            | 82,3%    |
| румунська | 159            | 17,7%    |